# Efren Reyes

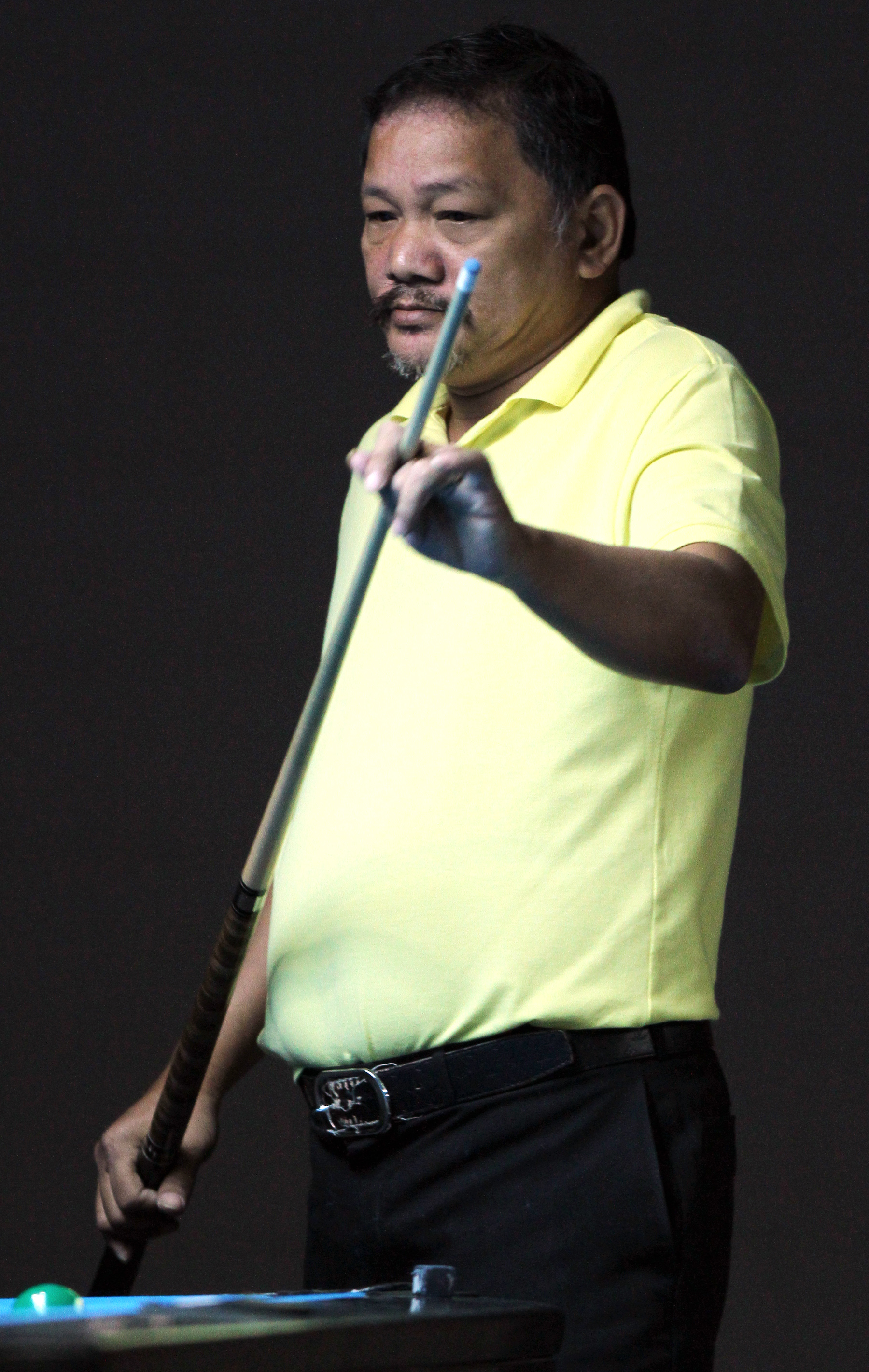
Efren Reyes tại Giải vô địch pool 9 bóng thế giới 2012

Efren Manalang Reyes OLD, PLH (sinh ngày 26 tháng 8 năm 1954), thường được biết đến với tên gọi Efren "Bata" Reyes, là một vận động viên bi-a chuyên nghiệp đến từ thành phố Angeles, Philippines. Giành hơn 70 danh hiệu quốc tế, Reyes là cơ thủ duy nhất trong lịch sử giành danh hiệu vô địch thế giới với hai nội dung thi đấu pool khác nhau. Trong vô số danh hiệu đạt được, Reyes từng bốn lần vô địch thế giới nội dung 8 bóng, vô địch thế giới nội dung 9 bóng năm 1999, ba lần vô địch giải Mỹ mở rộng, hai lần vô địch World Pool League và 14 lần vô địch Derby City Classic - bao gồm thành tích chưa từng có - năm lần giành danh hiệu "Master of the Table". Reyes được coi như một trong những cơ thủ xuất sắc nhất trong giới bi-a 9 bóng và 3 băng. Trong một cuộc phỏng vấn của CSI, khi hỏi các cơ thủ hàng đầu thế giới về cơ thủ mà họ ngưỡng mộ, phần lớn câu trả lời của họ là Efren Reyes. Phong cách chơi của Reyes tình tế và đạt độ chính xác cao, đặc biệt thứ khiến ông trở nên khác biệt với phần lớn các cơ thủ là ông rất ít khi sử dụng cơ nhảy, thay vào đó ông trình diễn kỹ năng a băng thượng thừa và vô số lần giải nguy khi bị đối thủ đặt vào thế bí, chính vì thế nên ông được báo chí và người chơi bi-a khắp thế giới gọi với biệt danh "Phù thủy".

## Thời thơ ấu
Reyes sinh ra tại Pampanga, Philippines, vào ngày 26 tháng 8 năm 1954. Năm lên năm, ông chuyển đến sống với chú tại Manila, người sở hữu một phòng bi-a. Reyes thường dọn dẹp và ngủ ngay trên các bàn bi-a. Vì còn nhỏ, chưa đủ cao để với tới bàn bi-a, Reyes phải đứng trên các thùng Coca-Cola để chơi.
Từng cá cược từ nhỏ, Reyes thắng trận đầu tiên có tiền thưởng khi mới chín tuổi và tiếp tục thi đấu nội dung bi-a ba băng trong những năm 1960–1970. Sau khi gây được tiếng vang với các chiến thắng, ông được các nhà tổ chức giải đấu chú ý và mời thi đấu ở những giải quy mô lớn hơn.

## Sự nghiệp
Năm 1983, Reyes đối đầu với Pepito Dacer trong trận chung kết Giải vô địch Bi-a Xoay vòng Philippines. Trận chung kết thi đấu theo thể thức race-to-39, mỗi tuần đấu 11 ván. Ở tuần thi đấu thứ bảy, Reyes đánh bại Dacer với tỉ số 39–32. Trong thập niên 1980, khi Reyes được xem là cơ thủ hàng đầu tại quê nhà nhưng chưa được quốc tế biết đến, ông sang Hoa Kỳ để thi đấu không chính thức (hustle). Reyes kể rằng ông từng kiếm được 80.000 USD chỉ trong một tuần, điều đó khiến ông trở thành "người hùng dân gian" ở Philippines.
Reyes bắt đầu giành chiến thắng tại nhiều giải đấu ở Hoa Kỳ, châu Âu và một số khu vực châu Á, nhanh chóng thu hút sự chú ý toàn cầu. Đầu sự nghiệp, ông từng dùng biệt danh "Cesar Morales" để ẩn danh và được phép tham gia thi đấu. Reyes bắt đầu nổi tiếng toàn cầu tại Giải bi-a 9 bóng Mỹ Mở rộng 1994, sau khi từng xếp hạng ba vào năm 1985, ông đã đánh bại Nick Varner trong trận chung kết, trở thành người không phải người Mỹ đầu tiên vô địch giải đấu này.
Hai năm sau, Reyes và Earl Strickland được mời tham dự sự kiện lấy cảm hứng từ bộ phim The Color of Money. Giải đấu là một trận đấu kéo dài ba ngày, thể thức race-to-120 ở nội dung 9 bóng. Trận đấu được tổ chức tại Hồng Kông với phần thưởng người thắng nhận trọn 100.000 USD. Reyes thắng ngược với tỉ số 120–117 dù từng bị dẫn tới 17 ván, qua đó giành khoản tiền thưởng lớn nhất trong lịch sử bi-a chuyên nghiệp tại thời điểm đó.
Năm 1999, Reyes vô địch Giải vô địch bi-a thế giới đầu tiên được truyền hình trực tiếp, do Matchroom Sport tổ chức, giành được 60.000 USD tiền thưởng. Dù ban đầu không được WPA công nhận, giải sau đó đã được xác nhận là một kỳ Vô địch thế giới chính thức. Điều này khiến Reyes trở thành người Philippines thứ hai sau Jose Parica giành danh hiệu thế giới ở bi-a lỗ.
Năm 2001, Reyes tham dự Tokyo 9-Ball Open với hơn 700 cơ thủ. Ông giành chức vô địch sau khi đánh bại Niels Feijen với tỉ số 15–7 trong trận chung kết, nhận 163.000 USD tiền thưởng — mức thưởng cao nhất cho vị trí vô địch một giải đấu bi-a lúc bấy giờ.

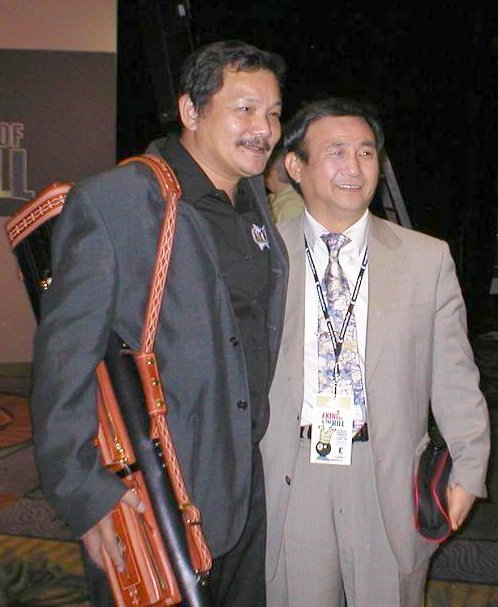
Efren "Bata" Reyes sau khi giành chiến thắng tại giải IPT King of the Hill 2005

Năm 2002, Reyes vô địch International Challenge of Champions, đánh bại Mika Immonen trong lượt đánh quyết định. Tại trận chung kết Giải vô địch thế giới bi-a 8 bóng WPA 2004, ông đối đầu với Marlon Manalo. Dù bị dẫn trước 0–4, Reyes thắng liền 8 ván và ngược dòng thắng 11–8, trở thành người đầu tiên vô địch WPA ở nhiều nội dung khác nhau.
Năm 2005, Reyes giành chiến thắng tại giải IPT King of the Hill nội dung bi-a 8 bóng, nhận 200.000 USD – mức thưởng cao nhất từng có lúc đó. Ông đánh bại Mike Sigel trong trận chung kết với tỉ số 8–0, 8–5. Năm sau, Reyes tiếp tục vô địch Giải IPT Mở rộng thế giới 8 bóng khi đánh bại Rodney Morris với tỉ số 8–6, nhận 500.000 USD tiền thưởng. Tuy nhiên, do các vấn đề tài chính của IPT, ông chưa từng nhận được toàn bộ khoản tiền này.
Reyes cùng Francisco Bustamante đại diện Philippines tham dự kỳ đầu tiên của Cúp bi-a thế giới. Họ giành chức vô địch năm 2006, đánh bại đội tuyển Hoa Kỳ với Earl Strickland và Rodney Morris với chuỗi thắng 7 ván liên tiếp, kết thúc 13–5. Cặp đôi tiếp tục giành chiến thắng tại 2009, lần này đánh bại đội Đức gồm Ralf Souquet và Thorsten Hohmann với tỉ số 11–9.
Tính đến năm 2019, Reyes vẫn còn thi đấu chuyên nghiệp. Ông cũng là người thành công nhất tại Derby City Classic, từng năm lần giành chức vô địch tổng. Reyes còn có năm huy chương đồng tại Đại hội Thể thao Đông Nam Á và một huy chương đồng nội dung 8 bóng tại Đại hội Thể thao châu Á 2002.

## Truyền thông và cuộc sống cá nhân
Reyes được biết đến với lối chơi sáng tạo, kỹ thuật độc đáo. Ông thường được gọi là "Bata" – nghĩa là "trẻ con" trong tiếng Philippines – biệt danh do bạn bè đặt để phân biệt với một cơ thủ cùng tên lớn tuổi hơn. Biệt danh "Ảo thuật gia" (The Magician) bắt nguồn từ khả năng thực hiện các cú đánh chạm băng (kick shots) của ông.
Khi lần đầu đến Hoa Kỳ, Reyes sử dụng tên giả "Cesar Morales" vì ông biết tên tuổi mình đã nổi tiếng nhưng chưa ai biết mặt, từ đó có thể tiếp tục thi đấu ẩn danh.
Năm 2003, Reyes tham gia bộ phim Philippines Pakners cùng tài tử Fernando Poe Jr. — đây là bộ phim cuối cùng của Poe trước khi ông tranh cử Tổng thống và qua đời vào năm 2004. Reyes cũng xuất hiện trong phim ngắn Nineball năm 2007. Một tập phim trong loạt Magpakailanman kể lại thời thơ ấu và sự nghiệp sớm của Reyes, do Anjo Yllana thủ vai chính.
Reyes hiện sống tại Angeles, cùng vợ là bà Susan và ba người con. Ông yêu thích bộ môn balkline và chơi cờ vua như một sở thích cá nhân. Mặc dù từng chia sẻ rằng phong độ đã giảm sút vào năm 2019, các trận đấu của ông tại Đại hội Thể thao Đông Nam Á 2019 và 2021 vẫn thu hút đông đảo người hâm mộ.

## Danh hiệu và vinh danh

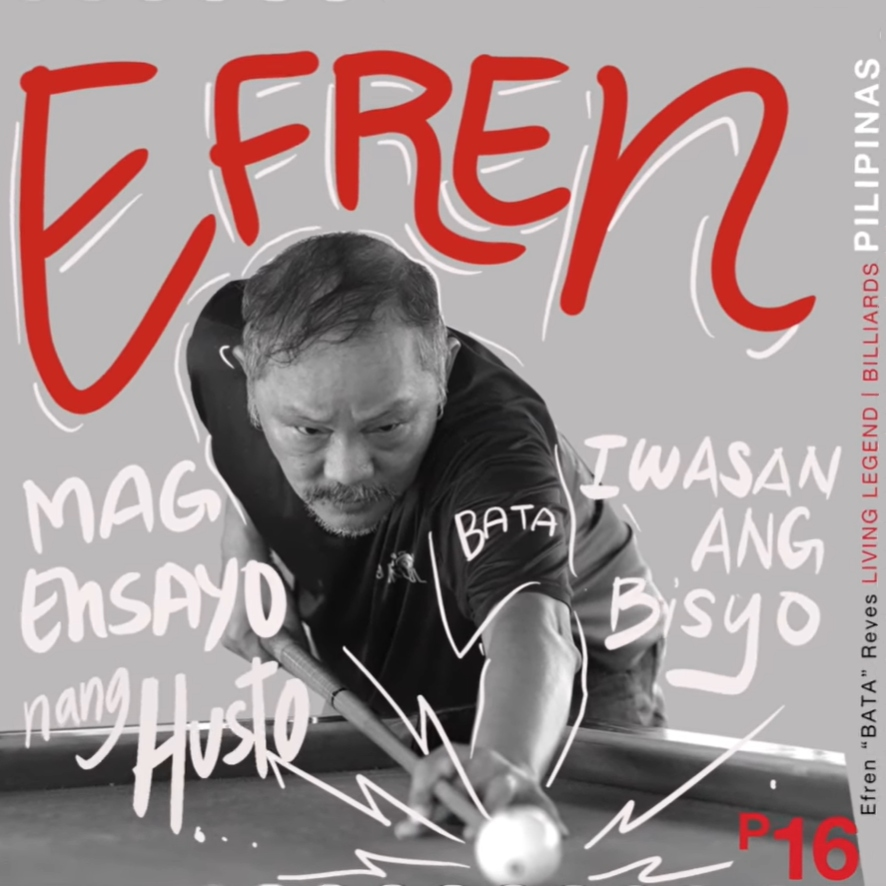
Reyes trên tem bưu chính Philippines năm 2021

Nhiều cơ thủ chuyên nghiệp hàng đầu trên thế giới thừa nhận Efren Reyes là cơ thủ vĩ đại nhất còn sống. Trong một buổi bình luận trên kênh ESPN về trận bán kết giữa Reyes và Mika Immonen tại Giải BCA Open 9 bóng năm 2000, cơ thủ kỳ cựu Billy Incardona phát biểu: "Không thể bàn cãi gì nữa — Reyes là cơ thủ xuất sắc nhất thế giới, đặc biệt khi xét đến tất cả các nội dung. Ông ấy chơi nội dung nào cũng giỏi, thậm chí giỏi hơn bất kỳ ai... Theo tôi, chúng ta đang chứng kiến cơ thủ vĩ đại nhất mà tôi từng thấy trong đời, và tôi đã theo dõi bi-a gần bốn mươi năm."
Năm 1995, tạp chí Billiards Digest vinh danh Reyes là Cơ thủ của năm. Năm 1996, khi Reyes đứng số một bảng xếp hạng của Pro Billiards Tour tại Hoa Kỳ, một cuộc thăm dò được tổ chức bởi tạp chí này, quy tụ các vận động viên, phóng viên và chuyên gia trong ngành. Reyes được bầu chọn là cơ thủ One-pocket hay nhất mọi thời đại. Bài viết viết rằng: "Dù có rất nhiều thiên tài one-pocket, Reyes — người thường bị lu mờ bởi danh tiếng ở nội dung 9 bóng — lại là lựa chọn được yêu thích. Có điều gì mà Bata không thể làm được sao?"
Năm 2003, Reyes trở thành người châu Á đầu tiên được vinh danh vào Đại sảnh Danh vọng Billiards Congress of America. Năm 2004, ông tiếp tục được đưa vào Đại sảnh Danh vọng One Pocket. Reyes được chỉ định làm Đại sứ Thể thao Philippines cho kỳ Đại hội Thể thao Đông Nam Á 2005.
Ông từng ba lần được trao danh hiệu Vận động viên thể thao xuất sắc nhất năm của Hiệp hội Nhà báo Thể thao Philippines (1999, 2001, 2006).Ông còn được trao tặng Huân chương Danh dự Philippines, và có tên trong danh sách "60 anh hùng châu Á" của tạp chí Time năm 2006. Cùng năm, ông cũng được trao Huân chương Lakandula danh hiệu "Nhà vô địch suốt đời" (Champion for Life Award).
Reyes được Hiệp hội Truyền thông Bi-a Hoa Kỳ bầu chọn là "Cơ thủ của thập kỷ" (2000s).
Ông cũng từng dẫn đầu bảng xếp hạng tiền thưởng của AZ Billiards các năm 2001, 2002, 2004, 2005 và 2006. Đặc biệt năm 2006, Reyes lập kỷ lục là cơ thủ kiếm được nhiều tiền nhất trong một mùa giải với 645.000 USD.
Năm 2024, Reyes được vinh danh tại Đại sảnh Danh vọng Bi-a Thế giới lần đầu tiên được tổ chức tại Bảo tàng Bi-a Thế giới ở Yushan, Trung Quốc, thuộc nhóm "Những huyền thoại vĩ đại nhất".
Một giải đấu 5 đấu 5 hàng năm giữa các cơ thủ châu Á và châu Âu được đặt tên theo ông — Cúp Reyes.

### Giải thưởng quốc tế
- 1995: Billiards Digest – Cơ thủ của năm
- 2003: Đại sảnh Danh vọng Billiard Congress of America
- 2004: Đại sảnh Danh vọng One Pocket
- 2006: Tạp chí Time vinh danh một trong "60 anh hùng châu Á"
- 2010: "Cơ thủ của thập kỷ 2000s" – Hiệp hội Truyền thông Bi-a Hoa Kỳ
- 2018: Giải thành tựu trọn đời – Ngày Văn hóa Châu Á
- 2024: Đại sảnh Danh vọng Bi-a Thế giới – Bảo tàng Bi-a Thế giới tại Yushan, Trung Quốc

### Giải thưởng quốc gia
- 1999: Huân chương Danh dự Philippines
- 1999: Giải thưởng Người Philippines Xuất sắc
- 1999, 2001, 2006: PSA Vận động viên của năm
- 2006: Huân chương Lakandula, danh hiệu "Nhà vô địch suốt đời"
- 2010: Đại sảnh Danh vọng Thể thao Philippines
- 2019: Giải Thành tựu Trọn đời – PSA

### Danh hiệu và thành tích thi đấu
Efren Reyes đã vô địch hơn 100 giải đấu chuyên nghiệp, bao gồm:
- Giải vô địch thế giới bi-a 8 bóng WPA (2004)
- Giải vô địch thế giới bi-a 9 bóng WPA (1999)
- Giải Mỹ Mở rộng bi-a 9 bóng (1994)
- Giải Mỹ Mở rộng one-pocket (2000, 2011)
- Giải bi-a Riviera 8 bóng PBT (1995, 1996)
- Giải đồng đội Riviera PBT (1993)
- Sands Regency Nine-ball Open (1985, 1986, 1995, 1999)
- Las Vegas Nine-ball Open (2003)
- Masters Nine-ball (1988, 2001)
- Giải vô địch bi-a 10 bóng Manny Pacquiao (2014)
- Giải vô địch quốc tế 10 bóng Predator (2010)
- Derby City Classic:
  - One-pocket (1999, 2004, 2005, 2006, 2007, 2014)
  - Master of the Table (1999, 2004, 2005, 2007, 2010)
  - Nine-ball (2005, 2010)
- Giải Asian Nine-ball Tour của WPA:
  - Việt Nam (2004, 2006)
  - Indonesia (2005, 2006)
  - Manila (2003)
  - Singapore (2003)
  - Đài Loan (2004)
- Thử thách ESPN:
  - Ultimate 9-Ball Challenge (1999)
  - Ultimate Champions Shootout (1999)
- Tokyo Nine-ball Open (1992, 2001)
- Giải vô địch Nhật Bản – Japan Open (1979, 1990, 1999, 2003, 2005)
- Giải bi-a quốc tế – IPT:
  - King of the Hill Eight-ball Shootout (2005)
  - World Open Eight-ball Championship (2006)
- International Challenge of Champions (2002)
- Cúp bi-a thế giới (2006, 2009) – cùng Francisco Bustamante
- World Pool League (2001, 2002)
- World Mixed Doubles Classic – cùng Rubilen Amit (2009, 2011)